# Godfrey Hirsch
Godfrey Hirsch (* 2. Februar 1907; † 2. Mai 1992 in New Orleans) war ein US-amerikanischer Jazzmusiker (Schlagzeug, Vibraphon, Piano).
Godfrey Hirsch, der als Vibraphonist von Lionel Hampton beeinflusst war, tourte zu Beginn seiner Karriere in den Bands Louis Prima und Richard Himber. 1943 war er Mitglied im Dave Roberts Trio, bevor er seinen Militärdienst ableistete. Nach Kriegsende arbeitete Hirsch 15 Jahre als Studiomusiker bei WWL-CBS. 1960 wurde er Mitglied der Band von Pete Fountain in New Orleans, in der er ausschließlich Vibraphon spielte. Er ist auch zahlreichen von Fountains Aufnahmen für Coral Records zu hören. 1964 legte er bei Coral ein Album unter eigenem Namen vor, Godfrey Hirsch at Pete's Place, bei dem auch Nick Fatool und Eddie Miller mitwirkten. Er starb 1992 in New Orleans im Alter von 85 Jahren.  Hirsch war von 1936 bis 1988 bei 37 Aufnahmesessions beteiligt.